# Dardano
Dardano, na mitologia grega, filho de Zeus e Electra e irmão de Iasião, foi o fundador da Dardânia. Seus descendentes Erictônio e Tros também foram reis da Dardânia.
Electra, filha de Atlas e Pleione, teve dois filhos e uma filha com Zeus, nascidos na Samotrácia: Dardano, Iásio e Harmonia. Apolodoro lista apenas Iásio e Dardano como seus filhos com Zeus; Harmonia seria filha de Ares e Afrodite.
Iásio se apaixonou por Deméter, tentou violentá-la e foi fulminado por um raio de Zeus. Triste com a morte do irmão, Dardano mudou-se da Samotrácia para o outro lado do mar.
Dardano foi recebido pelo rei Teucro, casando-se com sua filha Bátia.
Dardano e Bátia foram os pais de Ilo (que morreu sem filhos) e Erictônio  ou de Zacinto e Erictônio; Zacinto foi o primeiro habitante da ilha Zacinto.
Segundo Dionísio de Halicarnasso, Bátia foi a segunda esposa de Dardano; antes ele tinha sido casado com Crise, filha de Palas, com quem ele teve seus primeiros filhos, Ideu e Dímas, que sucederam Atlas e reinaram na Arcádia. Neste texto, a esposa de Erictônio e mãe de Tros é Calírroe, filha de Escamandro.